# 大鼻狼牙脂鯉
大鼻狼牙脂鯉（学名：Acestrorhynchus nasutus）為輻鰭魚綱脂鯉目脂鯉亞目狼牙脂鯉科的其中一個種，分布於南美洲蓋亞那亞馬遜河及奧里諾科河流域，體長可達6.9公分，棲息在河川底中層水域，生活習性不明。